# 雅罗斯拉夫尔区 (雅罗斯拉夫尔州)

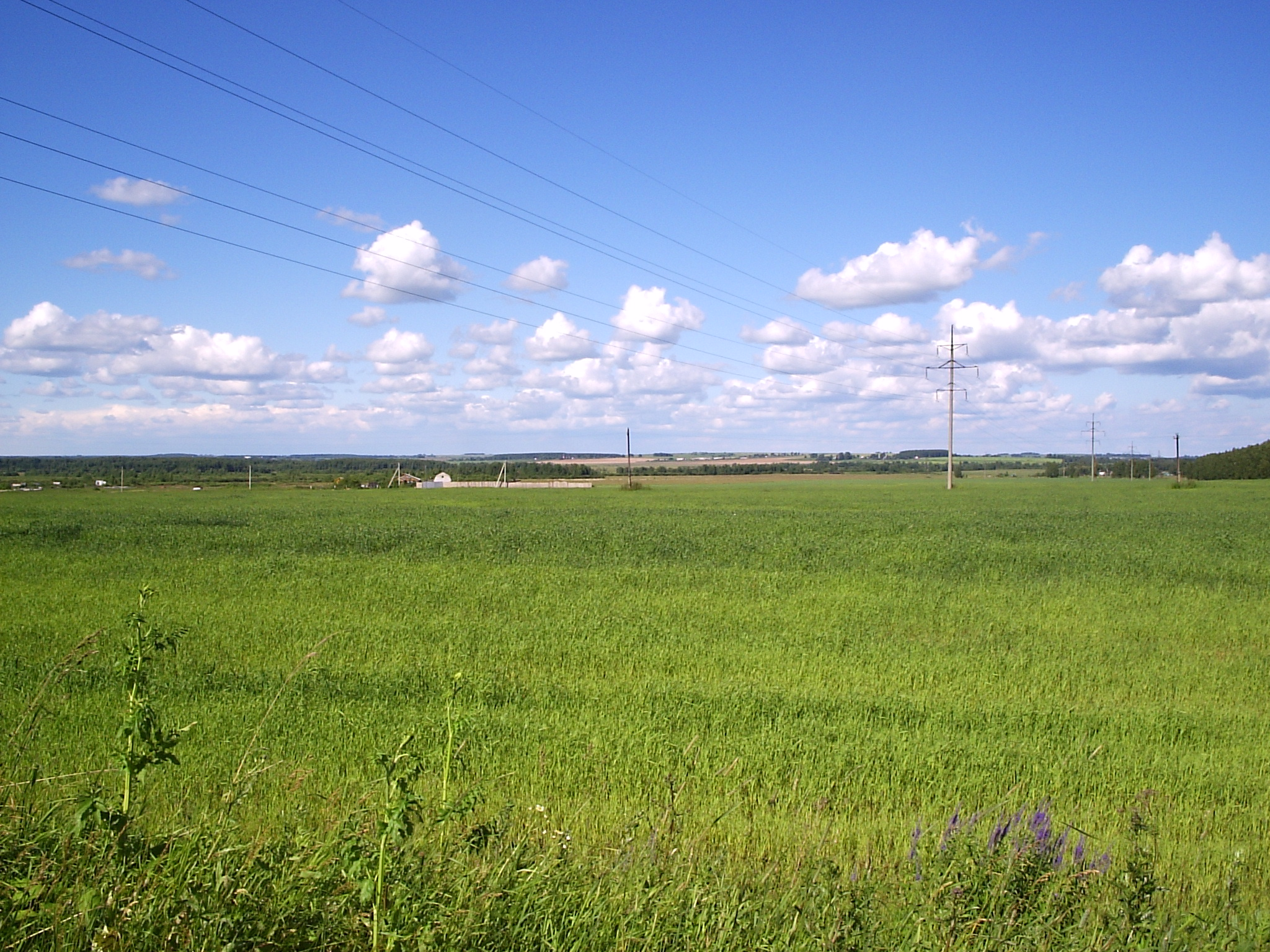

57°37′N 39°51′E / 57.617°N 39.850°E
雅羅斯拉夫爾區（俄语：Ярославский район），是俄羅斯的一個區，位於該國西部，由雅羅斯拉夫爾州負責管轄，面積1,936.7平方公里，2010年人口52,328，人口密度每平方公里27.02人。